# Геноцид у Камбоджі

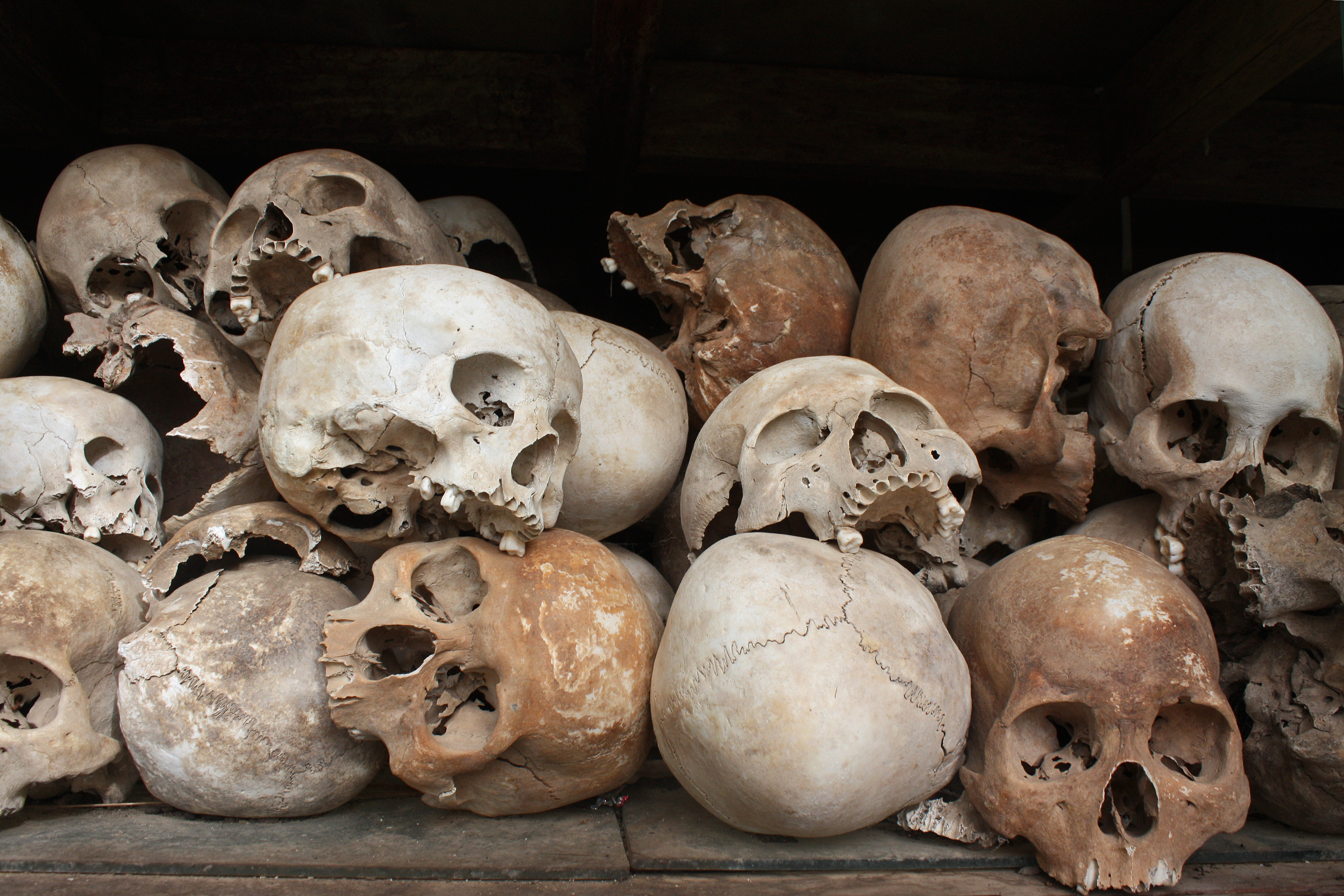
Черепи жертв геноциду Червоних кхмерів у меморіальному комплексі Чоенг-Ек

Геноцид у Камбоджі — масове винищення камбоджійців режимом Червоних кхмерів протягом 1975—1979 років. Жертвами терору стали, за різними оцінками, від 1,5 до 3 мільйонів жителів Камбоджі (за часів правління Червоних кхмерів країна мала назву Демократична Кампучія). Бажаючи перетворити країну в аграрну республіку, Червоні кхмери переселяли населення з міст до аграрних районів, де людей примушували працювати у нелюдських умовах; брак їжі та, як наслідок, хвороби спричинили смерть мільйонів камбоджійців. Червоні Кхмери також практикували масові страти на так званих «полях смерті», на яких знищували тих, кого вважали опозицією, представників національних меншин та вірян. 1979 року режиму Червоних кхмерів було покладено край внаслідок в'єтнамського вторгнення до країни.

## Геноцид
Після падіння Пномпеня 17 квітня 1975 року та як наслідок встановлення у Камбоджі комуністичного режиму нова влада Червоних кхмерів почала перетворення у країні. Політичні репресії на початку торкнулися службовців і військових режиму Лон Нола, яких страчували, якщо дізнавалися про їхні зв'язки з попереднім режимом. Згодом мішенню комуністів стали інтелігенція, релігійні та національні меншини країни. Почалося винищення освітян, лікарів, людей творчих професій, будистських монахів, заможних камбоджийців. Подекуди носіння окулярів чи знання іноземних мов могло стати причиною ув'язнення, тортур і страти.
У соціальній сфері Червоні кхмери одразу після приходу до влади заборонили гроші, приватну власність, школи, релігію тощо; пагоди та заклади освіти були перетворені у в'язниці, зерносховища, стайні та інші приміщення для сільськогосподарських потреб. Саму ж Камбоджу Червоні кхмери планували перетворити на аграрну країну, через що мільйони осіб були примусово переміщені з міст до сільської місцевості, де не було навіть елементарних умов для життя. Змушені працювати як раби, люди гинули від голоду, хвороб та виснаження. Літні люди, немічні й подекуди діти винищувалися, оскільки не могли виконувати важку роботу. Також протягом 1975—1979 років у країні існували концентраційні табори, де щоденно проходили страти.